# I Don't Believe in Miracles
"I Don't Believe in Miracles" is een nummer van de Britse zanger Colin Blunstone. Het nummer verscheen op zijn album Ennismore uit 1972. In oktober van dat jaar werd het nummer uitgebracht als de eerste single van het album.

## Achtergrond
"I Don't Believe in Miracles" is geschreven door Russ Ballard en geproduceerd door Rod Argent en Chris White. Blunstone zat eerder al met Argent en White in de band The Zombies, terwijl Ballard deel uitmaakte van Argents nieuwe band Argent. Net zoals op de rest van het album Ennismore is de band Argent ook verantwoordelijk voor de instrumentatie op dit nummer.
"I Don't Believe in Miracles" kwam tot plaats 31 in de UK Singles Chart. In Nederland werd de Top 40 niet bereikt, maar kwam de single wel tot de achtste plaats in de Tipparade. In 1974 werd het nummer gecoverd door Russ Ballard. Het is ook opgenomen door America, Barbara Dickson en Judie Tzuke.

## NPO Radio 2 Top 2000
| Nummer met noteringen in de NPO Radio 2 Top 2000 | '06  | '07  | '08  | '09  | '10  | '11  |
| ------------------------------------------------ | ---- | ---- | ---- | ---- | ---- | ---- |
| I Don't Believe in Miracles                      | 1274 | 1466 | 1907 | 1393 | 1716 | 1840 |

1. ↑  Een vetgedrukt getal geeft de hoogste notering aan.
2. ↑  2006 was het eerste jaar met een notering voor dit nummer.
3. ↑  Deze tabel is bijgewerkt tot en met de laatste editie (2024).